# Vesel Demaku
Vesel Demaku (5 februari 2000) is een Oostenrijks-Kosovaars voetballer die doorgaans als defensieve middenvelder speelt. In 2017 maakte hij de overstap van de jeugd van Red Bull Salzburg naar het eerste elftal van Austria Wien.

## Clubcarrière
Demaku begon zijn carrière bij de jeugd van SKV Altenmarkt. Na omzwervingen bij Rapid Wien, Admira Wacker, opnieuw Rapid Wien en Red Bull Salzburg tekende Demaku in 2017 een contract bij Austria Wien. De eerste helft van het seizoen miste Demaku door een schouderblessure met als gevolg dat hij maar kon debuteren in de Bundesliga op 10 maart 2018 in de thuiswedstrijd tegen SKN Sankt Pölten. Twaalf minuten voor tijd kwam hij Kevin Friesenbichler vervangen. De wedstrijd eindigde op 4–0.

## Clubstatistieken
| Seizoen     | Club         | Competitie  | Competitie | Competitie | Beker | Beker | Internationaal | Internationaal | Totaal | Totaal |
| Seizoen     | Club         | Competitie  | Wed.       | Dlp.       | Wed.  | Dlp.  | Wed.           | Dlp.           | Wed.   | Dlp.   |
| ----------- | ------------ | ----------- | ---------- | ---------- | ----- | ----- | -------------- | -------------- | ------ | ------ |
| 2017/18     | Austria Wien | Bundesliga  | 9          | 0          | —     | —     | —              | —              | 9      | 0      |
| 2018/19     | Austria Wien | Bundesliga  | 7          | 0          | 3     | 0     | —              | —              | 10     | 0      |
| Club totaal | Club totaal  | Club totaal | 16         | 0          | 3     | 0     | 0              | 0              | 19     | 0      |

Bijgewerkt op 26 november 2018

## Interlandcarrière
Demaku doorliep verschillende jeugdploegen van het nationale elftal
2 Gluhakovic ·
3 Jarjué ·
4 Jeggo ·
5 Demaku ·
6 Hahn ·
7 Sax ·
8 Zwierschitz ·
10 Grünwald ·
11 Pichler ·
13 Lucic ·
14 Monschein ·
15 Serbest ·
16 Prokop ·
17 Klein ·
18 Schoissengeyr ·
19 Yateke ·
20 Edomwonyi ·
22 Cavlan ·
23 Palmer-Brown ·
24 Borković ·
26 Turgeman ·
27 Ebner ·
28 Martschinko ·
30 Madl ·
32 Pentz ·
36 Fitz ·
39 Sarkaria ·
46 Handl ·
99 Kos ·
Coach: Ilzer